# Mengciusornis
Mengciusornis is een geslacht van uitgestorven vogels uit het Vroeg-Krijt van het huidige China, behorende tot de Ornithuromorpha. De enige benoemde soort is Mengciusornis dentatus.

## Vondst en naamgeving
Het Institute of Vertebrate Paleontology and Paleoanthropology te Beijing verwierf een skelet van een vogel. Het was afkomstig van Lamadong in de prefectuur Jianchang in Liaoning. Het werd geprepareerd door Li Yan.
In 2019 werd de typesoort Mengciusornis dentatus benoemd en beschreven door Wang Min, Jingmai Kathleen O'Connor, Zhou Shuang en Zhou Zhonghe. De geslachtsnaam verbindt de Chinese filosoof Mengzi met een Oudgrieks ornis, 'vogel', naar analogie met Confuciusornis. De soortaanduiding betekent 'de getande' in het Latijn, een verwijzing naar het zich van verwanten onderscheiden door het bezit van een gebit.
Het holotype IVPP V26275 is gevonden in de Jiufotangformatie die wellicht dateert uit het Aptien. Het bestaat uit een skelet met schedel, platgedrukt op een enkele plaat. Het is tamelijk compleet en ligt grotendeels in verband. De meeste wervels liggen los en verspreid. De staart ontbreekt op één mogelijke voorste wervel na. Uitgebreide resten van het verenkleed zijn bewaard gebleven waarbij de vleugels gepaard naar voren en onderen uitsteken.

## Beschrijving

### Grootte en onderscheidende kenmerken
Mengciusornis heeft een spanwijdte van ongeveer zeventig centimeter. De lichaamsomvang werd vergeleken met die van de huidige Mareca strepera, de krakeend.
De beschrijvers wisten enkele onderscheidende kenmerken vast te stellen. Er is een unieke combinatie van op zich niet unieke kenmerken. De tanden beperken zich tot de praemaxilla. Het vorkbeen heeft een relatief lang hypocleidium met 31 procent van de lengte van de takken. Het ravenbeksbeen draagt een kleine processus procoracoides en de mist een zenuwkanaal onder de beennaad met het schouderblad. Het schouderblad heeft 93 procent van de lengte van het opperarmbeen terwijl de processus acromialis een naar beneden gerichte haak vormt. De ellepijp is korter dan het opperarmbeen. De arm is langgerekt waarbij de gecombineerde lengte van opperarmbeen en ellepijp 120 procent bedraagt van die van het dijbeen met de tibiotarsus.
Mengciusornis verschilt in bepaalde kenmerken van zijn tandeloze directe verwant Schizooura. De praemaxilla draagt tanden. Het hypocleidium is relatief langer. Het supracoracoideale zenuwkanaal onder de beennaad met het schouderblad ontbreekt. De buitenrand en binnenrand van het ravenbeksbeen lopen ongeveer evenwijdig zodat de rand bij het borstbeen niet sterk naar boven en achteren gericht is. De processus acromialis van het schouderblad vormt een naar beneden gerichte haak. Bij het opperarmbeen heeft de crista bicipitalis geen putje in de voorste onderrand. De ellepijp is korter dan het opperarmbeen in plaats van langer. De arm is relatief een zevende langer. De eerste teen staat hoger op de tarsometatarsus.

### Skelet
De schedel van Mengciusornis loopt naar voren taps uit, eindigend in een spitse snavel. De snuit beslaat de helft van de schedellengte. Snuit en onderkaken zijn wat naar beneden gebogen. Het voorste snuitbot, de praemaxilla, draagt zichtbaar drie tanden. Uitzonderlijk is dat die dicht opeen vlak bij de punt geplaatst zijn. Opmerkelijk is ook hun forse grootte, die atypisch is voor ornithuromorfen. Ze zijn kegelvormig en sterk naar achteren gebogen. De derde tand is verreweg het grootst. Een CAT-scan onthulde een kleine achterste vierde premaxillaire tand maar geen enkele tand in de bovenkaaksbeenderen of onderkaken. Dit is omgekeerd aan het patroon bij de meeste Ornithuromorpha waar tanden juist het eerst vóór in de snuit plegen te verdwijnen. Een klein centraal driehoekig predentarium werd gemeld, hoewel het bestaan daarvan omstreden is. Ook zou er een uitzonderlijk fors epibrachiale van het tongbeen te zien zijn, hoewel de beschrijvers een voorbehoud maakten ten aanzien van de identificatie.
De ruggenwervels zijn langer dan hoog en hebben diepe uithollingen op de zijkanten. Het synsacrum bestaat uit negen vergroeide sacrale wervels. Het heeft een vlakke onderzijde zonder lengtegroeve die Schizooura wel bezit. De laatste sacrale wervel heeft geen zijuitsteeksels maar dat kan een gevolg zijn van beschadiging. De ribben hebben lengtegroeven op de binnenzijde.
Het vorkbeen is V-vormig in plaats van U-vormig als bij de meeste ornithuromorfen. Op het ravenbeksbeen is de processus procoracoides klein en knopvormig in plaats van groot en rechthoekig of taps toelopend. Een buitenste uitsteeksel ontbreekt. Het schouderblad is opvallend lang; bij Schizooura is de lengte 83 procent van die van het opperarmbeen en zelfs dat is een uitzonderlijke ratio. De processus acromialis op de voorrand is opvallend groot en gekromd; bij de meeste directe verwanten is die kort en recht.
De arm is lang. Het opperarmbeen heeft een lengte van 65,9 millimeter. De deltopectorale kam is fors, met en breedte gelijk aan de schacht. Dit duidt op een goed vermogen tot vliegen. De bovenzijde is tamelijk vlak, zonder echte bolle kop. De onderste hoek steekt sterk uit en is van de bolling gescheiden door een brede ondiepe uitholling. In de beenstijl naar de knobbel die de ellepijp raakt zit een ovale uitholling als aanhechting voor de Musculus pronator longus. De ellepijp heeft een lengte van 64,85 millimeter en is robuust maar weinig gebogen. Het spaakbeen is ook robuust, met een dikte van driekwart van de ellepijp. De voorrand van het eerste middenhandsbeen heeft geen uitsteeksel voor de pees van de strekkende spier. De eerste vinger eindigt nog voor het einde van het tweede middenhandsbeen. Bij de tweede vinger steekt het eerste kootje niet naar achteren uit; het tweede kootje is iets langer dan het eerste. De derde vinger heeft nog maar één kootje. Het verenkleed toont weinig details. De langste slagpennen van de vleugel zijn zo'n twintig centimeter lang.
In het bekken ligt de antitrochanter op de bovenrand van het heupgewricht in plaats van iets naar achteren geplaatst te zijn. Het aanhangsel voor het schaambeen heeft op de voorrand een driehoekig uitsteeksel dat een tuberculum preacetebulare zou kunnen zijn zoals bij Neornithes. De schaambeenderen zijn over een derde van de lengte van hun schachten met elkaar vergroeid, wat relatief lang is.
Het dijbeen heeft iets minder dan 80 procent van de lengte van de tibiotarsus. De twee cristae cnemiales van het scheenbeen zijn beperkt tot het bovenvlak. Het kuitbeen loopt maar tot zo'n 60 procent naar beneden door, terwijl het bij Schizooura bijna de enkel raakt. Het derde middenvoetsbeen ligt in hetzelfde valk als de rest van de middenvoet. Derde en vierde middenvoetsbeen zijn op vier millimeter van de bovenrand doorboord door een gezamenlijk, van buiten komend, aderkanaal. Het tweede middenvoetsbeen mist een scharniergewricht. De voetklauwen zijn kort en weinig gekromd.

## Fylogenie
Mengciusornis werd basaal in de Ornithuromorpha geplaatst, samen met Schizooura een klade Schizoouridae vormend.

## Levenswijze
De beschrijvers worstelden met het vraagstuk wat de levenswijze van Mengciusornis kon zijn. Huidige vogels waarvan de onderarm korter is dan de bovenarm hebben vaak een verminderde wendbaarheid of zijn het vermogen tot vliegen geheel verloren. De relatief lange vleugel van Mengciusornis, inclusief lange slagpennen, wijst echter op een goede aerodynamische capaciteit. Ze concludeerden dat het dier een evolutionair experiment vertegenwoordigde dat nog niet goed begrepen wordt.
Evenzeer is het onduidelijk waar het bezit van grote tanden in het begin van de snuit gecombineerd met een totaal verlies van de tanden in de rest van de kaken voor diende. Eenzelfde patroon heeft Longipteryx. Daarvan is wel vermoed dat de spitse snuit diende om in de modder naar ongewervelden te zoeken die dan achter de tanden bleven haken, maar de beschrijvers van Mengciusornis vonden dat maar een onbewezen speculatie. De korte voetklauwen wijzen op een leven als grondbewoner.